# Pico Ruivo
O Pico Ruivo é uma montanha situada no concelho de Santana na ilha da Madeira, Portugal. Com os seus 1862 metros de altitude, é a terceira montanha mais alta do país (depois da Ponta do Pico, nos Açores, e da Serra da Estrela, em Portugal Continental), sendo naturalmente a mais alta do arquipélago da Madeira.
O Pico Ruivo apresenta dois tipos principais de cobertos vegetais: as formações de urze e uma vegetação rala, dominada por plantas de porte herbáceo e sub-arbustivo com algum interesse botânico.
Recobrindo o cume, algumas urzes-brancas evidenciam troncos retorcidos e copas assimétricas, nitidamente desviadas em direção oposta à dos ventos dominantes. Uma das particularidades porventura mais relevantes desta altitude é o facto de nela permanecerem pequenos núcleos de urze com porte arbustivo e arbóreo. À distância, a sua forma e distribuição no terreno lembram algumas manchas de montado de azinho.
No Pico Ruivo, a rocha é um elemento importante da paisagem. Por isso, grande parte da flora atrás mencionada, bem como um conjunto significativo de fetos, musgos e líquenes são rupícolas e/ou fissurícolas (vivem nas rochas ou fendas destas).
No que diz respeito à fauna, aves como o melro-preto, o tentilhão-da-madeira e o bis-bis podem observar-se mesmo nos pontos mais elevados, já que adotam o urzal como meio alternativo. O pintarroxo-comum e a perdiz-vermelha também têm habitat no Pico Ruivo.
Até há alguns anos, as suas encostas eram utilizadas na criação de cabras, ovelhas e vacas.

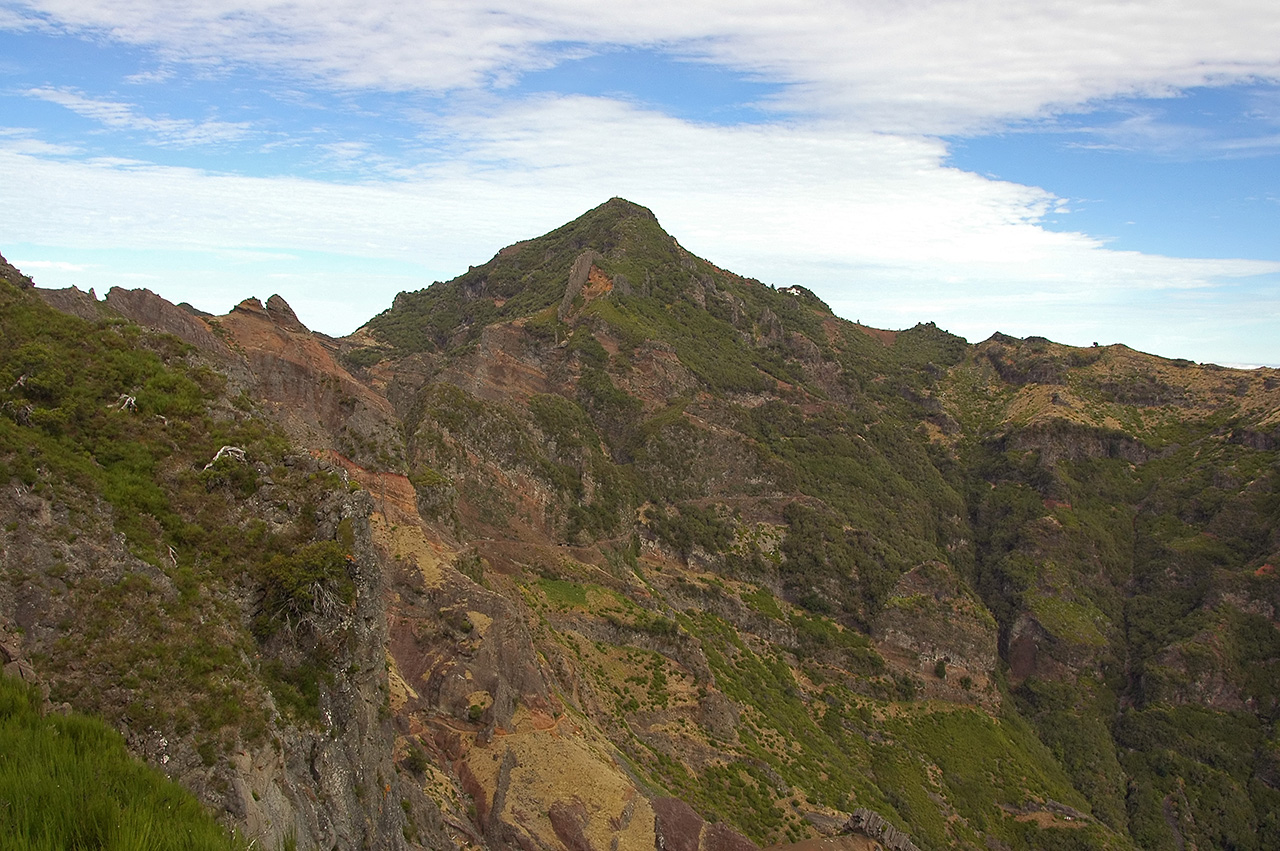
Pico Ruivo